# Pemphigus betae
Pemphigus betae är en insektsart. Pemphigus betae ingår i släktet Pemphigus och familjen långrörsbladlöss. Inga underarter finns listade i Catalogue of Life.